# Estadio Roberto Clemente
Estadio Roberto Clemente – stadion baseballowy znajdujący się w mieście Masaya w Nikaragui. Posiada nawierzchnię trawiastą. Może pomieścić 6000 osób. Swoje mecze rozgrywa na nim klub Masaya BC.